# General Growth Properties
General Growth Properties, (Pink Sheets: GGWPQ) tiene su sede en Chicago, Illinois en 110 North Wacker Drive, un edificio histórico diseñado por la firma de arquitectura Graham, Anderson, Probst & White. La empresa maneja centros comerciales mayoritariamente en los Estados Unidos. El jueves 16 de abril de 2009, General Growth Properties junto con 158 de sus propiedades y segunda mayor operadora de centros comerciales de EE. UU., solicitó en acogerse a la protección por bancarrota, convirtiéndola en la más grande en la historia de los Estados Unidos en bienes y raíces, por no haber podido responder ante una deuda de US$2250 millones en activos.